# Echus Montes
Echus Montes là một ngọn núi lớn trên Sao Hỏa ở tọa độ 7°49′B 282°03′Đ / 7,81°B 282,05°Đ. Nó nằm trong quần thể núi Lunae Palus.

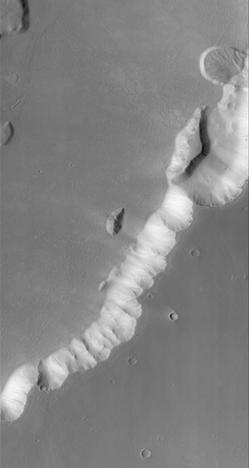
Echus Montes, as seen by CTX.